# توماس أ. بونز
توماس أ. بونز هو سياسي أمريكي، (و. 1835 – 1923 م). نشط حزبياً في الحزب الجمهوري. وقد انتخب عضو مجلس ولاية ويسكونسن ‏.